# Pin-up

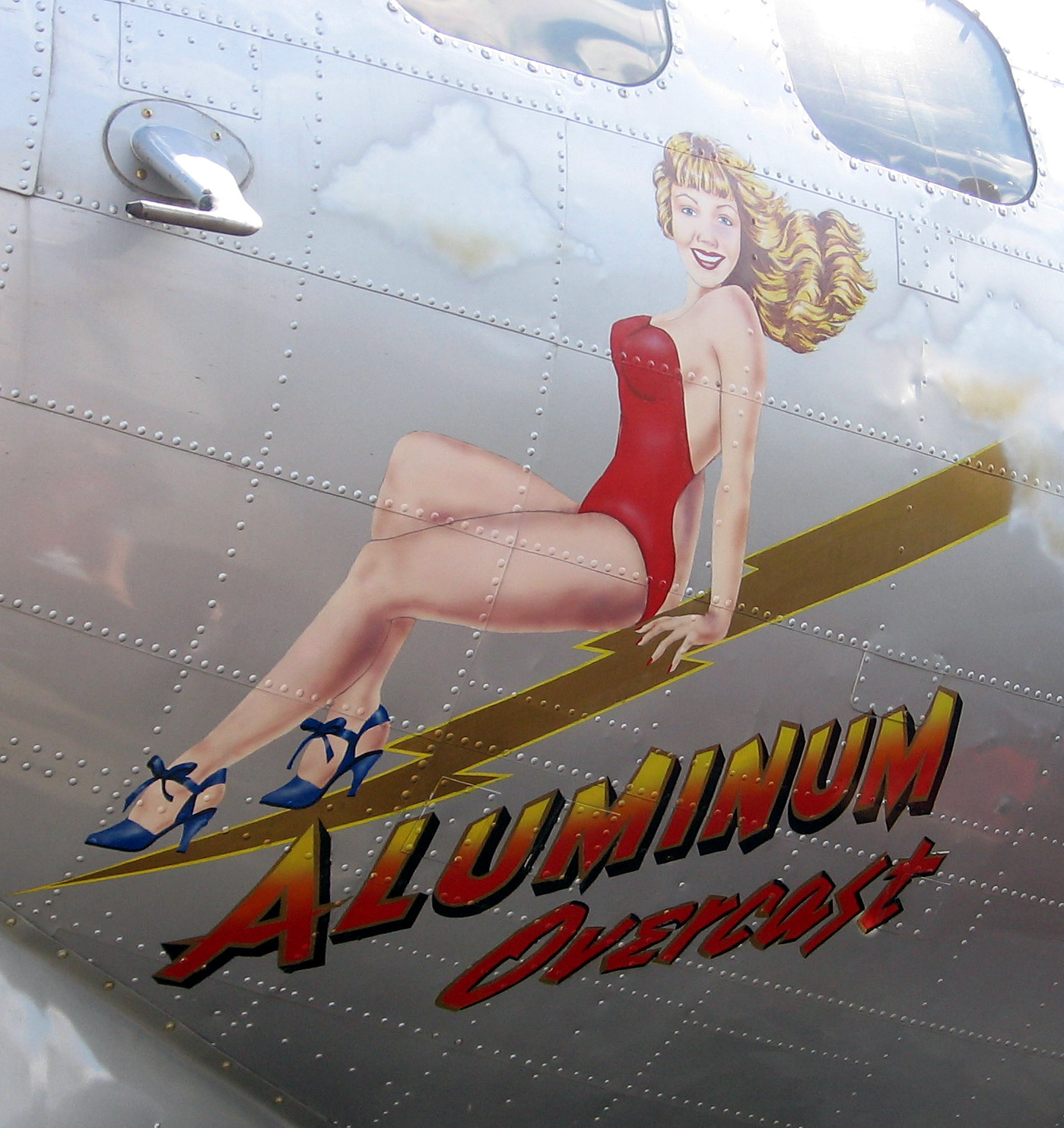
Una pin-up disegnata sulla carlinga di un B-17

Con il termine di pin-up (termine di lingua inglese traducibile con "da appendere") si indicano generalmente le ragazze - solitamente procaci, ammiccanti e sorridenti - fotografate in abiti succinti le cui immagini, durante il primo conflitto mondiale, iniziarono a diffondersi su molte riviste settimanali degli Stati Uniti, per iniziativa del presidente Thomas Woodrow Wilson, il quale aveva istituito la Division of Pictorial Publicity, con lo scopo di ideare stimoli visivi per convincere gli uomini ad arruolarsi.
Questo fenomeno attirò in maniera sempre maggiore l'attenzione soprattutto dei lettori uomini, e in particolare registrò un incredibile successo fra i soldati impegnati al fronte, che usavano appendere le fotografie di queste ragazze nei loro armadietti o nelle loro tende di accampamento.

## Sex-symbol
L'attrice Jane Russell posa per la rivista per le forze armate Yank, the Army Weekly, di cui fu starlet anche Marilyn Monroe.
Questa categoria di sex-symbol venne identificata col nome di pin-up, e appunto stava a indicare una categoria di splendide ragazze, sexy e prorompenti, prive di quell'alone di mistero che aveva caratterizzato le "dive" degli anni trenta, elemento che contribuì di certo a conferire loro il favore del pubblico. Erano tipiche bellezze americane, dalle gambe lunghe e tornite, curve abbondanti e tratti somatici molto femminili, quindi prosperose ed attraenti, ma dal viso giovane, quasi fanciullesco, ed armonioso.
Erano delle "dive" private del classico "divismo": l'ampia diffusione delle loro storie sulle riviste concorse a conferire loro un carattere comune agli occhi del pubblico. Le loro forme generose e longilinee al tempo stesso rappresentano i sogni erotici del pubblico maschile tuttora e, nel periodo in cui hanno iniziato a farsi conoscere, hanno rappresentato una desiderabile opulenza nel momento di una profonda crisi causata dalla fame della guerra.

## Il "fenomeno" Hayworth
Di lì a poco, il "fenomeno" delle pin-up approdò anche al cinema e al teatro attraverso le attrici-ballerine-striptiseuse degli spettacoli di genere burlesque.
Assieme a Betty Grable, Gypsy Rose Lee e Tempest Storm - tipici esempi di pin-up - la diva che più di ogni altra ha saputo emergere nell'immediato dopoguerra è stata Rita Hayworth: giunta alla celebrità grazie al film del 1946 Gilda, è divenuta nell'immaginario collettivo non solo statunitense una figura rappresentativa di un certo tipo di bellezza femminile.
Ciclicamente, il fenomeno rivive dei momenti di popolarità, anche soprattutto grazie al tratto sempreverde  e vintage che caratterizza tutto ciò che proviene dagli anni cinquanta. Con il passare degli anni lo stile pin-up, coniugato con aspetti moderni e collegato allo stile dell'upskirt, è rinato in ambienti culturali alternativi venendo poi man mano ripreso anche dalla cultura convenzionale.

## Lista di pin-up

### Anni dieci e venti
- Vilma Bánky
- Belle Bennett
- Clara Bow
- Mary Brian
- Louise Brooks
- Camille Clifford
- Betty Compson
- Joan Crawford
- Bebe Daniels
- Marion Davies
- Billie Dove
- Ruth Etting
- Greta Garbo
- Barbara Kent
- Bessie Love
- Barbara La Marr
- Colleen Moore
- Mae Murray
- Nita Naldi
- Alla Nazimova
- Pola Negri
- Anita Page
- Mary Pickford
- Gloria Swanson
- Lilyan Tashman
- Olive Thomas
- Alice White

### Anni trenta
- Annabella
- Joséphine Baker
- Joan Blondell
- Virginia Bruce
- Marlene Dietrich
- Dolores del Río
- Jean Harlow
- Sonja Henie
- Ruby Keeler
- Gypsy Rose Lee
- Carole Lombard
- Myrna Loy
- Sally Rand
- Ginger Rogers
- Barbara Stanwyck
- Thelma Todd
- Lupe Vélez
- Mae West
- Toby Wing

### Anni quaranta
- Lauren Bacall
- Lucille Ball
- Diana Barrymore
- Ingrid Bergman
- Vivian Blaine
- Jeanne Crain
- Linda Darnell
- Yvonne De Carlo
- Deanna Durbin
- Lisa Fonssagrives
- Ava Gardner
- Judy Garland
- Betty Grable
- Kathryn Grayson
- Jane Greer
- Anne Gwynne
- Susan Hayward
- Rita Hayworth
- June Haver
- Lena Horne
- Candy Jones
- Olga San Juan
- Veronica Lake
- Carole Landis
- Hedy Lamarr
- Dorothy Lamour
- Joan Leslie
- Viveca Lindfors
- Marilyn Maxwell
- Marie McDonald
- Ann Miller
- Carmen Miranda
- María Montez
- Marilyn Monroe
- Frances Rafferty
- Ella Raines
- Donna Reed
- Jane Russell
- Ann Sheridan
- Alexis Smith
- Margie Stewart
- Gene Tierney
- Lana Turner
- Esther Williams
- Shelley Winters

### Anni cinquanta e sessanta
- Pier Angeli
- Carroll Baker
- Brigitte Bardot
- Candy Barr
- Cyd Charisse
- Linda Christian
- Mara Corday
- Hazel Court
- Dagmar
- Dorothy Dandridge
- Sandra Dee
- Faith Domergue
- Diana Dors
- Anita Ekberg
- Eva Gabor
- Zsa Zsa Gábor
- Cristina Gajoni
- Gloria Grahame
- Allison Hayes
- Joi Lansing
- Virna Lisi
- Gina Lollobrigida
- Sophia Loren
- Jayne Mansfield
- Irish McCalla
- Marilyn Monroe
- Cleo Moore
- Kim Novak
- Maila Nurmi
- Bettie Page
- Suzy Parker
- Marisa Pavan
- Barbara Payton
- Barbara Rush
- Lili St. Cyr
- Gia Scala
- Tempest Storm
- Märta Torén
- Mamie Van Doren
- June Wilkinson

### Anni settanta
- Catherine Bach
- Adrienne Barbeau
- Barbi Benton
- Jacqueline Bisset
- Lynda Carter
- Susan Dey
- Farrah Fawcett
- Goldie Hawn
- Marilu Henner
- Lauren Hutton
- Kate Jackson
- Cheryl Ladd
- Peggy Lipton
- Olivia Newton-John
- Jaclyn Smith
- Bernadette Stanis
- Suzanne Somers
- Cheryl Tiegs

### Anni ottanta, novanta e primi anni 2000
- Amy Winehouse
- Dita von Teese
- Pamela Anderson
- Christina Applegate
- Justine Bateman
- Bobbie Brown
- Christie Brinkley
- Phoebe Cates
- Belinda Carlisle
- Barbara Crampton
- Sheena Easton
- Samantha Fox
- Diane Franklin
- Monique Evans
- Monique Gabrielle
- Miss Satine
- Linda Hamilton
- Daryl Hannah
- Susanna Hoffs
- Tawny Kitaen
- Heather Locklear
- Kelly LeBrock
- Heather Thomas
- Lea Thompson
- Jeana Tomasino
- Linnea Quigley
- Molly Ringwald
- Sabrina Salerno
- Elisabeth Shue
- Chiara Collotti

### anni 2010 e 2020
?